# Mauritz Philipson
Mauritz Philipson, född den 3 mars 1871 i Norrköping, död den 30 augusti 1948 i Stockholm, var en svensk bankman och son till John Philipson.
Philipson avlade studentexamen 1889. Efter anställning hos bankirfirmor i Düsseldorf, London och Paris började han i Stockholms handelsbank 1896, där han blev vice verkställande direktör 1900 och styrelseledamot 1909. Philipson var verkställande direktör i Svenska handelsbanken 1922–1923, styrelseledamot i Ackumulatorfabriksaktiebolaget Tudor, i Nordiska kompaniet och i Turitz & Co med flera företag. Philipson blev riddare av Vasaorden 1912 och av Nordstjärneorden 1917 samt kommendör av andra klassen av Vasaorden 1937.